# Effie Gray
Euphemia ('Effie') Chalmers Gray (ur. 7 maja 1828 w Perth, zm. 23 grudnia 1897 tamże) – żona krytyka sztuki Johna Ruskina, którego później zostawiła, by poślubić jego protegowanego – Johna Everetta Millais’go.

## Życiorys
Urodzona w Perth w Szkocji, mieszkała w Bowerswell, w domu, gdzie popełnił samobójstwo dziadek Ruskina. Małżeństwo z młodym krytykiem zaaranżował jego ojciec, znajomy rodziny Effie. Pobrali się w 1846 roku i wyruszyli w podróż poślubną do Wenecji, gdzie Ruskin zbierał materiały do swojej pracy Kamienie Wenecji. Ich małżeństwo nie zostało jednak skonsumowane ze względu na niejasne pobudki Ruskina. Przyczyną miało być obrzydzenie, jakiego Ruskin doznał na widok nagiego kobiecego ciała, a sama Euphemia opowiadała później, że Ruskin wyznał jej, że wyobrażał sobie kobiety zupełnie inaczej niż to, co zobaczył, i nie uczynił mnie swoją żoną dlatego, że tej pierwszej nocy nabrał obrzydzenia do mojej osoby) a różnice charakterów wywoływały coraz liczniejsze konflikty.
Pięć lat później Effie poznała Johna Everetta Millais’go, któremu pozowała m.in. do obrazu Rozkaz uwolnienia jako wierna żona szkockiego rebelianta. Zbliżyli się do siebie jednak dopiero podczas wspólnego wyjazdu Ruskinów i Johna Everetta oraz jego brata Williama Millais’go do Szkocji. Młody malarz miał tam stworzyć zgodny z teoriami Ruskina portret swojego protektora. Millais i Effie zakochali się w sobie, a łączące ich uczucie skłoniło ją do opuszczenia męża. Przy wsparciu rodziny i wielu wpływowych przyjaciół wystąpiła o anulowanie swojego małżeństwa, co wywołało ogromny skandal wśród wiktoriańskiej opinii publicznej. Osiągnęła swój cel w 1854 r., a rok później poślubiła Johna Everetta. Na kilka lat opuścili oni Londyn i przenieśli się do Szkocji, skąd wrócili w roku 1862. Z ich związku urodziło się ośmioro dzieci. 
Effie wielokrotnie pozowała artyście, np. ponownie jako wierna żona, tym razem brytyjskiego oficera, do dzieła Pokój zawarty. Skandal związany z unieważnieniem poprzedniego małżeństwa spowodował jednak wyłączenie jej z wielu aspektów życia publicznego – nie mogła przebywać w towarzystwie królowej, więc nie zapraszano jej na przyjęcia, na których królowa była obecna. Wcześniej bardzo aktywna towarzysko, cierpiała bardzo z tego powodu. Dopiero gdy Millais umierał, królowa złagodziła swoje stanowisko, co pozwoliło Effie wziąć udział w oficjalnej ceremonii. 
Zmarła w kilkanaście miesięcy po swoim mężu i została pochowana w rodzinnym Perth.

## Wpływ na twórczość Millais'go
Po ślubie Millais zaczął tworzyć prace znacznie mniej związane z jego prerafaelickimi poglądami. Uważa się, iż to Effie namawiała go do malowania bardziej konwencjonalnych obrazów, zbliżonych do akademickich wzorców, co umożliwiłoby utrzymanie coraz liczniejszej rodziny. Często też artysta omawiał z nią dobór tematów swoich dzieł. Wciąż wykazywał znaczne związki z poglądami prerafaelitów, jednak zarzucił ich zamiłowanie do wiernego oddawania szczegółów, co pozwalało mu malować więcej prac w krótszym czasie. Często portretował swoje dzieci i żonę, później również wnuki, wykorzystywał także ich podobizny w pracach o tematyce historycznej i innych.

## Effie w dramatach i literaturze
Małżeństwo Effie z Ruskinem i jej romans z Millais’m były wielokrotnie wykorzystywane:
- The Love of John Ruskin (1912) film niemy
- The Love School (1975) serial BBC o prerafaelitach, obsada: Anne Kidd (Effie), David Collings (Ruskin), Peter Egan (Millais)
- "John Ruskin's Wife" (1979) powieść Evy McDonald
- The Passion of John Ruskin (1994) film Alex Chappel, obsada: Mark McKinney (Ruskin), Neve Campbell (Rose la Touche), Colette Stevenson (Effie).
- "Modern Painters" (1995) opera
- Parrots and Owls (1994) sztuka radiowa Johna Pursera o braciach O'Shea, gdzie Effie pojawia się jako przyjaciółka Jamesa O'Shea
- The Countess (1995) sztuka Gregory'ego Murphy
- The Order of Release (1998) sztuka radiowa Robina Brooksa
- The Woman Who Gave Birth to Rabbits (2002) zbiór opowiadań Emmy Donaghue z opowiadaniem Come, Gentle Night o nocy poślubnej Effie i Ruskina
- Mrs Ruskin (2003) sztuka Kim Morrissey
- Effie Gray (2013) film Richarda Laxtona, obsada: Dakota Fanning (Euphemia "Effie" Gray), Greg Wise (Ruskin), Tom Sturridge (John Everett Millais)